# Vladislav Lipovský
Vladislav Lipovský (* 14. května 1967 v Praze) je bývalý český komunální politik. Od roku 2007 byl starostou městské části Praha 10, od roku 2010 do roku 2012 byl zástupcem starosty.

## Vzdělání a pracovní kariéra
Vystudoval Pedagogickou fakultu Univerzity Karlovy v Praze. Mezi roky 1991–1993 učil na základní škole chemii. V letech 1994–2001 soukromě podnikal.

## Volené funkce
V zastupitelstvu MČ Praha 10 pracoval od roku 1994 do roku 2014. Od roku 2001 byl zástupcem starosty Prahy 10 pro oblast školství a kultury. V roce 2007 byl zvolen starostou Prahy 10. V červnu 2010 se stal kandidátem ODS pro podzimní volby do senátu ve volebním obvodu 22 (místo favorizovaného podnikatele Vladimíra Göringera), ovšem v obou kolech jej porazil dosavadní senátor Jaromír Štětina.

## Stranické funkce
Od roku 1991 do roku 2012 byl členem Občanské demokratické strany. Mezi roky 1998–2003 byl členem Unie svobody.
Byl členem vlivného oblastního sdružení Praha 10, ze kterého mj. pochází předseda pražské ODS Boris Šťastný, poslanec Jan Florián nebo bývalý pražský radní pro boj s korupcí Milan Richter. Patřil k blízkým spolupracovníkům podnikatele a kmotra Tomáše Hrdličky, který také pochází z Prahy 10. 2. června 2010 se mj. účastnil oslavy volebních výsledku ODS ve Žlutých lázních v Praze-Podolí, kde se sešli výhradně členové z Hrdličkova okruhu.

## Problematická rozhodnutí
Je spojován s řadou problematických rozhodnutí radnice městské části Praha 10.
- Podpořil likvidaci parku u stanice metra Strašnická, kde místo veřejné zeleně vznikají za peníze městské části tenisové kurty s minigolfem. Po dokončení areálu má dojít k jeho pronájmu za 1 Kč ročně soukromé firmě.[6][7]

- Před parlamentními volbami v roce 2010 si radnice v Praze 10 najala soukromou bezpečnostní agenturu ABL podnikatele Víta Bárty (hlavního sponzora a současného poslance strany Věci veřejné, přítele kmotra Tomáše Hrdličky[8]). Za 2 miliony agentura dva měsíce dohlížela na bezdomovce. Ve stejné době Bártova strana organizovala Hlídky VV, které vzhledem i náplní práce připomínaly hlídky ABL.[9] Lipovský tento krok veřejně obhajoval.[10]